# 16 de Septiembre (Sonora)
16 de Septiembre es un ejido del municipio de Altar ubicado en el noroeste del estado mexicano de Sonora, en la zona del desierto de Sonora. El ejido es la segunda localidad más habitada del municipio, ya que según los datos del Censo de Población y Vivienda realizado en 2020 por el Instituto Nacional de Estadística y Geografía (INEGI), 16 de Septiembre cuenta con 387 habitantes. Se encuentra a 8.7 km al oeste de la villa de Altar, cabecera del municipio y a 254 km al norte de Hermosillo, la capital del estado.
El primer registro como localidad lo tuvo en 1980, bajo la categoría de ranchería, su mayor población la tuvo en la década de los años 1990 con 314 habitantes, según los eventos censales de ese año. El nombre de la localidad hace referencia a la fecha en la que se inició con los movimientos de la independencia de México, y actualmente tiene la categoría de comisaría.

## Geografía
Véase también: Geografia del Municipio de Altar
16 de Septiembre se localiza bajo las coordenadas geográficas 30°40′24″ de latitud norte y 111°55'15" de longitud oeste del meridiano de Greenwich a una elevación media de 380 metros sobre el nivel del mar, tiene una superficie de 0.42 kilómetros cuadrados, abarcando 9 cuadras de largo y 5 de ancho. Se encuentra en la orilla de la Carretera Federal 2, en el tramo Altar-Pitiquito.

## Demografía
Según el Censo de Población y Vivienda realizado en 2020 realizado por el Instituto Nacional de Estadística y Geografía (INEGI), la villa tiene un total de 387 habitantes, de los cuales 182 son hombres y 205 son mujeres, con una densidad poblacional de 921.42 hab/km². En 2020 había 149 viviendas, pero de estas 97 viviendas estaban habitadas, de las cuales 26 estaban bajo el cargo de una mujer. Del total de los habitantes, sólo 1 persona mayor de 3 años (0.26% del total) habla alguna lengua indígena.
El 78.04% de sus pobladores pertenece a la religión católica mientras que el 21.96% es cristiano evangélico/protestante o de alguna variante.

### Educación y salud
Según el Censo de Población y Vivienda de 2020; 2 niños de entre 6 y 11 años (0.52% del total), 1 adolescente de entre 12 y 14 años (0.26%), 8 adolescentes de entre 15 y 17 años (2.07%) y 9 jóvenes de entre 18 y 24 años (2.33%) no asisten a ninguna institución educativa. 15 habitantes de 15 años o más (3.88%) son analfabetas, 26 habitantes de 15 años o más (6.72%) no tienen ningún grado de escolaridad, 34 personas de 15 años o más (8.79%) lograron estudiar la primaria pero no la culminaron, 12 personas de 15 años o más (3.10%) iniciaron la secundaria sin terminarla, teniendo el ejido un grado de escolaridad de 7.37.
La cantidad de población que no está afiliada a un servicio de salud es de 129 personas, es decir, el 33.33% del total, de lo contrario el 66.67% sí cuenta con un seguro médico ya sea público o privado. Según el mismo censo, 37 personas (9.56%) tienen alguna discapacidad o límite motriz para realizar sus actividades diarias, mientras que 10 habitantes (2.58%) poseen algún problema o condición mental.
En la comunidad se encuentran tres instituciones educativas: el jardín de niños "Lirios del Desierto" de carácter público federal, la escuela primaria "Miguel Hidalgo y Costilla", de igual manera es pública y controlada por el gobierno federal, y la telesecundaria #279 de control público estatal.

### Población histórica
Evolución de la cantidad de habitantes desde el evento censal del año 1980:
| Año           | 1980 | 1990 | 1995 | 2000 | 2005 | 2010 | 2020 |
| Población     | 18   | 314  | 306  | 288  | 271  | 296  | 387  |
| Fuente: INEGI |      |      |      |      |      |      |      |

## Gobierno
Véase también: Gobierno del Municipio de Altar
16 de Septiembre es una de las 144 localidades que conforman el Municipio de Altar, y su sede de gobierno se encuentra en la cabecera, la ciudad de Altar. El ejido tiene la categoría de comisaría municipal, lo cual le permite tener a un residente con la función de comisario, elegido por la población de la localidad.